# Ethan Hayter
Ethan Hayter Londres, (18 de setembro de 1998) é um desportista britânico que compete no ciclismo nas modalidades de pista e rota.
Ganhou três medalhas no Campeonato Mundial de Ciclismo em Pista, nos anos 2018 e 2019, e quatro medalhas no Campeonato Europeu de Ciclismo em Pista entre os anos 2018 e 2019.

## Medalheiro internacional
| Campeonato Mundial | Campeonato Mundial         | Campeonato Mundial | Campeonato Mundial      |
| Ano                | Lugar                      | Medalha            | Competição              |
| ------------------ | -------------------------- | ------------------ | ----------------------- |
| 2018               | Apeldoorn ( Países Baixos) | Medalha de ouro    | Perseguição por equipas |
| 2019               | Pruszków ( Polónia)        | Medalha de prata   | Perseguição por equipas |
| 2019               | Pruszków ( Polónia)        | Medalha de bronze  | Omnium                  |
| Campeonato Europeu |                            |                    |                         |
| Ano                | Lugar                      | Medalha            | Competição              |
| 2018               | Glasgow ( Reino Unido)     | Medalha de ouro    | Omnium                  |
| 2018               | Glasgow ( Reino Unido)     | Medalha de bronze  | Perseguição por equipas |
| 2018               | Glasgow ( Reino Unido)     | Medalha de bronze  | Madison                 |
| 2019               | Apeldoorn ( Países Baixos) | Medalha de bronze  | Perseguição por equipas |

## Palmarés
2019
- Paris-Arras Tour, mais 1 etapa[2]
- 2 etapas do Giro Ciclistico d'Italia[3][4]
- 1 etapa do Tour de l'Avenir

## Equipas
- Team Sky (stagiaire) (08.2018-12.2018)
- Team INEOS[5] (2020-)